# Стробилација
Стробилација је облик бесполног размножавања деобом тела јединке на велики број нових организама. Дешава се код полипа из класе сцифомедуза, названог сцифостом, који веома личи на хидру. 
Стробилација почиње образовањем низа попречних улегнућа који се постепено урезују у тело док се последњим не створи стробила која има изглед стуба сачињеног од наслаганих тањира (види слику 9 и 10). Ти тањири су младе медузе или ефире, наслагане тако да су им удубљене стране окренуте нагоре. 
Ефире се једна по једна, почев од врха, откидају и окрећу испупченом страном нагоре чиме прелазе на пливајући начин живота. Пошто се још увек разликују од одраслих медуза (по изгледу, величини и имају непотпуно развијене органе) сматрају се ларвама у нарочитом стању.
Трансформација ефире у одраслу сцифомедузу обухвата:
- обод звона од дубоко режњевито усеченог (обично има 8 режњева) постаје раван (види слику;
- од првобитних 4 радијална канала образује се систем сложенијих канала;
- на ободу звона развијају се ивични пипци;
- образују се полне жлезде.